# فینال جام جهانی فوتبال ۱۹۵۰
فینال جام جهانی فوتبال ۱۹۵۰، رقابت پایانی جام جهانی فوتبال ۱۹۵۰ است که مابین تیم ملی فوتبال اروگوئه و تیم ملی فوتبال برزیل در ورزشگاه ماراکانا، ریو دوژانیرو برگزار شده‌است.
این مسابقه که در تاریخ یکشنبه ۱۶ ژوئیه ۱۹۵۰ ساعت ۱۵:۰۰ به وقت محلی انجام شد، با نتیجه ۲ بر ۱ به سود تیم ملی فوتبال اروگوئه به پایان رسید.